# 足立村
足立村（あだちむら）は、福岡県企救郡にあった村。現在の北九州市小倉北区の一部にあたる。

## 地理
紫川の下流右岸、足立山の西麓に位置していた。

## 歴史

### 沿革
- 1889年（明治22年）4月1日 - 企救郡富野村、赤坂村、三萩野村、砂津村、足原村が合併して村制施行し、足立村が設立[1][2]。
- 1927年（昭和2年）4月1日 - 小倉市に編入され廃止された[1][2]。

### 地名の由来
宇佐八幡宮神託事件で和気清麻呂が大隅国に流罪となり、その途中、足を痛めこの地周辺の温泉で癒されたとの伝承による。

## 産業

### 炭鉱
- 明治20年（1887年）代、富野、足原地区に炭鉱が開坑[1]。

## 交通

### 鉄道
- 1915年（大正4年）- 小倉鉄道 村内の高浜を起点として石炭輸送を開始[1]。